# Altagracia Zapata
Altagracia Zapata Santana (Baní, 14 giugno 1956) è un'ex cestista dominicana.

## Carriera
Con la Rep. Dominicana ha disputato i Campionati americani del 1989.